# Rio do Pontal
Rio do Pontal är ett periodiskt vattendrag i Brasilien.   Det ligger i delstaten Pernambuco, i den östra delen av landet, 1 100 km nordost om huvudstaden Brasília.
I omgivningarna runt Rio do Pontal växer huvudsakligen savannskog. Runt Rio do Pontal är det glesbefolkat, med 15 invånare per kvadratkilometer.